# 白明
白明（Pak Ming，1930年—），原名李白明，祖籍廣東省陽江「華僑日報金像女星」，香港的艷星，丈夫是翟俊傑在香港島灣仔鳳凰台擁有許多物業，兩人育有兒子。白明在1966年6月2日(星期四)下午離港，隨電影《戰地奇女子》(1965年)到南洋登臺，1966年6月5日(星期日)下塌新加坡牛車水余東璇街70號的「南天大旅店」三樓50號房，當天下午5時，被侍應發現昏倒在房裡，身旁遺有數顆藥丸，被送到位於新加坡四擺坡的中央醫院急救。昏迷了兩天，她康復後在丈夫翟俊傑陪同下於1966年12月14日(星期三)，她聲稱被新加坡戲院商欺騙片金，而誤服過量安眠藥。自她的銀幕處女作《南島相思曲》(1947年 ，飾柏拉苗)至息影作品《七彩紅男綠女》(1969年 ，飾薛夫人)，她演出約25齣粵語及普通話電影，她亦是一位歌手。

## 電影
- 南島相思曲 (1947) ... 柏拉苗
- 十月芥菜 (1952)
- 鴻運當頭 (1953)
- 重續今生未了緣 (1954)
- 濟公新傳 (1954)
- 婦道 (1955) ... 亞鳳
- 川島芳子 (1955)
- 麗鬼呼聲 (1956)
- 生路 (1956)
- 女權 (1960)
- 戰地奇女子 (1965)
- 青春玫瑰 (1968)
- 五月的紅唇 (1968)
- 怪俠三氣胭脂虎 (1968)
- 歡樂滿華堂 (1968)
- 七彩紅男綠女 (1969)

## 外部連結
- 香港電影資料館：白明參演電影的記錄[永久]
- 香港影庫：白明 （页面存档备份，存于）
- 性感艷星白明演唱《思君曲》的片斷